# Гуан-цзун (династия Сун)
Гуан-цзун (кит. 光宗, личное имя — Чжао Дунь (кит. 趙惇) 30 сентября 1147 — 17 сентября 1200) — 3-й китайский император империи Южная Сун в 1189—1194 годах (12-й император династии Сун), посмертное имя — Цы Сяо-хуанди (кит. 慈孝皇帝).

## Биография
Происходил из императорского рода Чжао. Сын императора Сяо-цзуна. При рождении получил имя Чжао Дунь. В 1150 году он становится князем Гун. В 1171 году Дунь объявляется наследником трона. После отречения отца в 1189 году он становится императором под именем Гуан-цзун.
С самого начала своего правления император погрузился в дворцовые интриги (самого императора считали слабонервным и неразумным). При этом Гуан-цзун прислушивался к клевете относительно военных, к которым он не имел доверия. При нём влияние имели императрица Ли и евнухи. Император полностью отказался от какого-либо управления государством. Гуан-цзун уделял основное времени развлечениям (в частности театральным представлениям), пьянству и женщинам. В это время усилилась коррупция, что негативно повлияло на военную и экономическую мощь государства.
В 1194 году, когда его отец скончался, но Гуан-цзун не устроил по нему траур, что противоречило конфуцианским нормам. Это вызвало большое недовольство среди представителей рода Чжао, которые в конечном итоге вынудили императора отречься от трона. Власть получил его сын Чжао Ко.
О дальнейшей жизни Гуан-цзуна мало сведений. Он жил всеми покинутый и скончался 17 сентября 1200 года в Шаосине (современная территория провинции Чжэцзян).